# Бейкер, Гилберт
Ги́лберт Бе́йкер (англ. Gilbert Baker; 2 июня 1951, Хайнут, штат Канзас, США — 31 марта 2017) — американский художник и гражданский активист, разработавший (использовав после посещения Перу флаг инков) в 1978 году символ ЛГБТ-движения — радужный флаг.

## Биография
Бейкер служил в армии США с 1970 по 1972 год. После увольнения он переехал в Сан-Франциско, где стал участником ЛГБТ-движения и антивоенных акций, познакомился с Харви Милком. В 1978 году он разработал дизайн радужного флага для городского гей-прайда, на котором 25 июня флаг был впервые официально поднят. Впоследствии это знамя стало символом ЛГБТ-движения и ЛГБТ-сообщества всего мира. В 1979 году он начал работать в Paramount Flag Company. Среди работ Гилберта значатся дизайн плакатов для Дайэнн Файнстайн, премьер-министра Китая, президентов Франции, Венесуэлы и Филиппин, короля Испании и многое другое. Также он занимался живописью и художественной фотографией. Билл Клинтон вывесил одну из работ Бейкера в Западном крыле Белого дома. В 1994 году Бейкер переехал в Нью-Йорк, где продолжал свою творческую деятельность, занимался чтением лекций по истории ЛГБТ-движения и правам человека.